# Iveco Effeuno
L'Iveco Effeuno (anche erroneamente scitto come Iveco F1) è un modello di autobus costruito in Italia tra il 1984 ed il 1990, realizzato in tre differenti allestimenti, urbano, suburbano ed interurbano denominati rispettivamente Iveco 471, Iveco 571 e Iveco 671.

## Progetto
L'Effeuno vede la luce verso la fine degli anni '70, come indicato dal suo codice di progetto (il "7" indica il decennio durante il quale venne progettato; il prototipo fu presentato nel 1981), come successore del Fiat 470/570/670. L'obiettivo era quello di creare un veicolo solido, adatto alla marcia sotto sforzo (a pieno carico e per lungo tempo) e di economica manutenzione.
Il design della carrozzeria originale Iveco è molto semplice, improntato alla praticità e avente come obiettivo la facile reperibilità dei ricambi. Esso si distacca notevolmente dallo stile dei modelli precedenti, e sarà poi ripreso da vicino dai due modelli successivi, Turbocity e Turbocity R. In particolare, il modello è distinguibile per i paraurti neri in plastica, il grande parabrezza spiovente ed il cofano motore in lamiera ondulata (elemento quest'ultimo che sarà invece abbandonato dai successori).
Gli Iveco 471 e 571 montavano il motore di tipo FIAT 8220.12 aspirato, erogante 203 cavalli; gli esemplari extraurbani (671) e tutte le versioni snodate erano invece equipaggiate con la versione sovralimentata di tale propulsore (FIAT 8220.32), erogante 240 cavalli. Il cambio era automatico ZF oppure Voith-DIWA, di differenti modelli nelle varie versioni.
È stata realizzata anche una versione filoviaria, con equipaggiamento elettrico Marelli e carrozzeria Socimi (modello 8833 per la rete di Modena e 8839 per quella di Cagliari).
Il termine Effeuno deriva da "Federtrasprti-Uno".

## Versioni

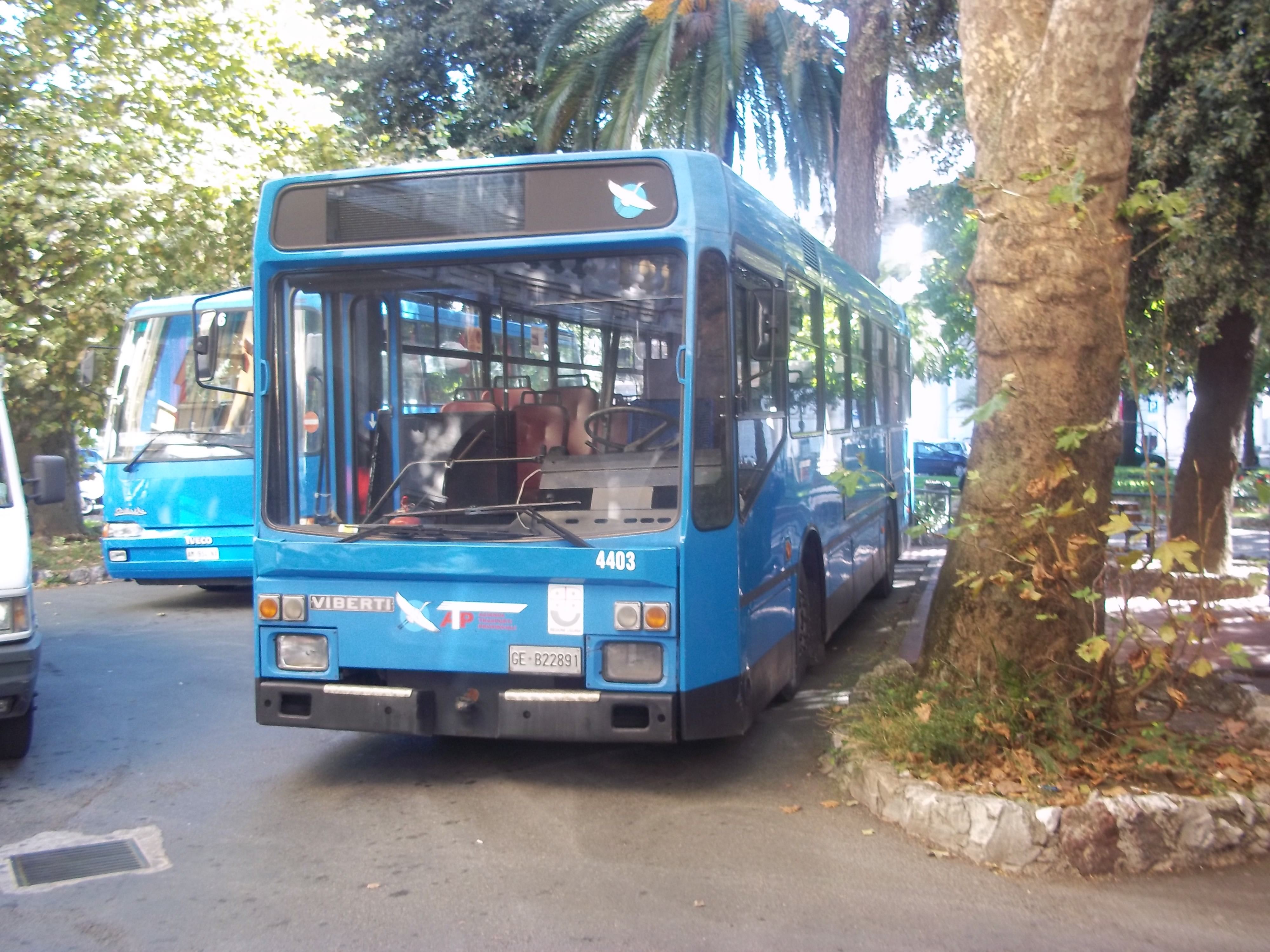
Iveco 671.12.24 Viberti in servizio a Chiavari

Durante il suo lungo periodo di produzione, l'Effeuno è stato prodotto in numerose varianti e allestimenti, per venire incontro alle esigenze delle singole aziende.
Inoltre, sebbene la maggioranza degli esemplari sia stata realizzata completamente da Iveco, numerose carrozzerie italiane (SEAC-Viberti e Portesi, ad esempio), hanno prodotto autobus su telaio Effeuno. In particolare, va notato come nessuna delle vetture articolate fosse dotata di carrozzeria originale Iveco.

### Iveco 471
- Allestimento urbano
- Lunghezza: 10,5 m, 12 m, 18 m
- Porte: 3,4 a libro o rototraslanti

### Iveco 571
- Allestimento suburbano
- Lunghezza: 10,5 m, 12 m, 18 m
- Porte: 2,3 a libro o rototraslanti

### Iveco 671
- Allestimento extraurbano
- Lunghezza: 10,5 m, 12 m, 18 m
- Porte: 2 ad espulsione, a libro o rototraslanti

## Diffusione

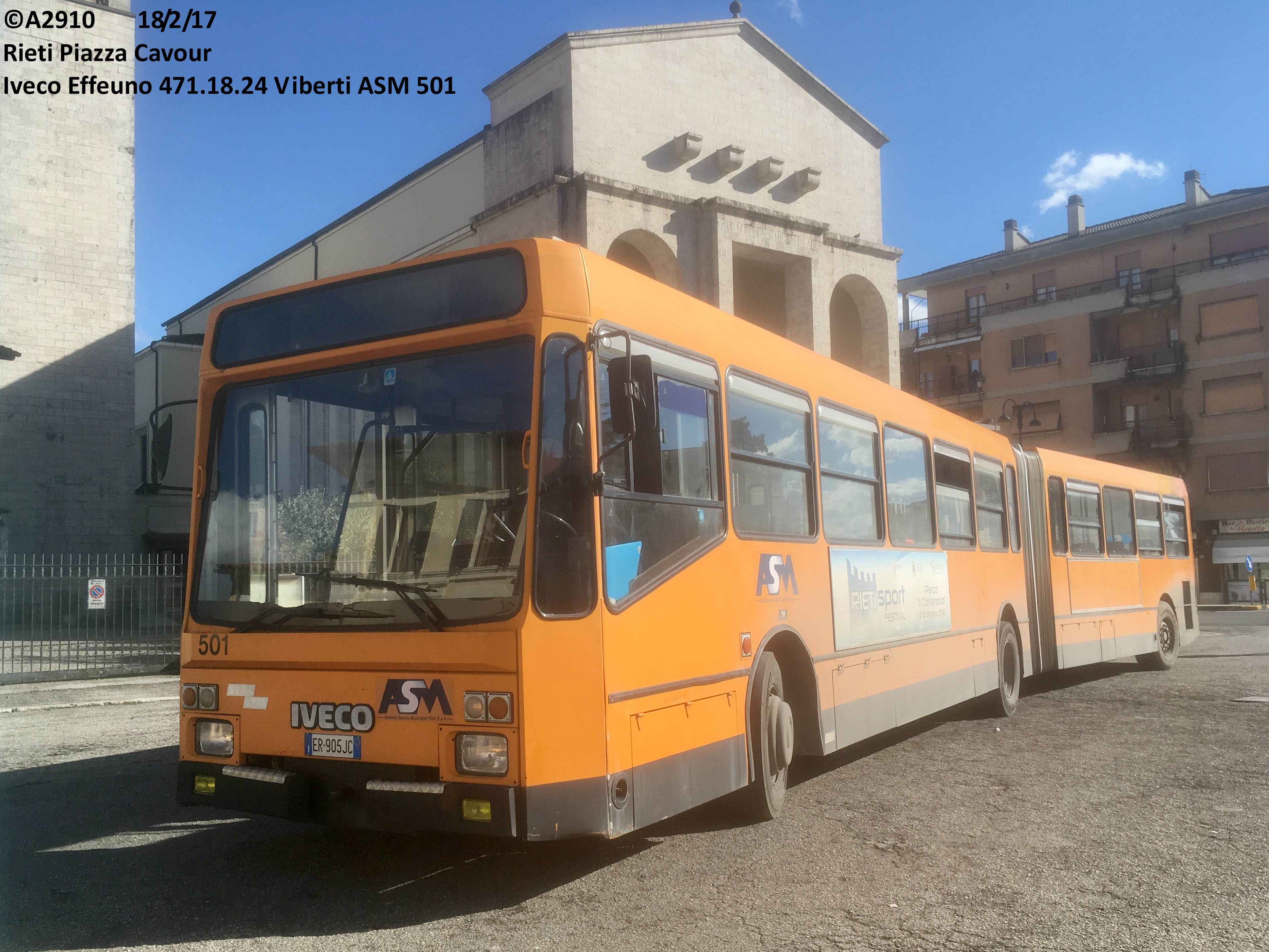
Iveco 471.18.24 U-Effeuno in servizio a Rieti

Tale modello è stato acquistato dalla maggior parte delle aziende che gestiscono il trasporto pubblico in Italia, diffondendosi capillarmente su quasi tutto il territorio nazionale.
In particolare, si segnalano le grandi flotte possedute da ATAC Roma ed ATM Milano (rispettivamente, circa 500 e 350 vetture).
Al 2020 tutti gli esemplari risultano essere stati ritirati dal servizio, anche se alcuni sono stati preservati come veicoli storici.